# Чернава (мифология)
Чернава («девица Чернавушка», Чернава-река) — дочь либо племянница Морского царя, морская дева с рыбьим хвостом вместо ног. Хозяйка-владычица реки Чернавы либо её олицетворение. Известна благодаря новгородской былине о Садко.
Красавица. Одна из 900 (точнее 901-я, «три по триста и ещё одна…») морских дев, самая последняя и прекрасная из них. Садко, по совету Поддонной царицы (либо по совету Водяного Ильмень-озера; позднее — по совету Миколы Можайского), развлекая морского царя, вызывающего своими танцами шторм, прервал игру, оборвав струны гуслей, а когда Морской царь потребовал, чтобы Садко женился на морской девице, выбрал из всех Чернаву. После пира Садко «не творил блуда» с молодой женой; заснув, он проснулся уже на земле — на крутом берегу реки Чернавы близ Новгорода.
В честь Чернавы названы холмы на Венере — «холмы Чернавы», утверждённые в 1997 году.